# Gran Premio Città di Camaiore 2000
Il Gran Premio Città di Camaiore 2000, cinquantunesima edizione della corsa, si svolse il 2 agosto 2000 su un percorso di 196 km. Fu vinto dall'italiano Wladimir Belli della Fassa Bortolo davanti ai suoi connazionali Michele Bartoli e Francesco Casagrande.

## Ordine d'arrivo (Top 10)
| Pos. | Corridore            | Squadra                 | Tempo    |
| ---- | -------------------- | ----------------------- | -------- |
| 1    | Wladimir Belli       | Fassa Bortolo           | 4h41'32" |
| 2    | Michele Bartoli      | Mapei-Quick Step        | a 3"     |
| 3    | Francesco Casagrande | Vini Caldirola-Sidermec | s.t.     |
| 4    | Laurent Brochard     | Jean Delatour           | a 21"    |
| 5    | Raimondas Rumsas     | Fassa Bortolo           | s.t.     |
| 6    | Massimo Donati       | Vini Caldirola-Sidermec | s.t.     |
| 7    | Gabriele Missaglia   | Lampre-Daikin           | s.t.     |
| 8    | Marcello Siboni      | Mercatone Uno-Albacom   | s.t.     |
| 9    | Fabio Testi          | Atlas-Lukullus-Ambra    | s.t.     |
| 10   | Alessio Galletti     | Saeco                   | a 28"    |